# Horcker (Adelsgeschlecht)

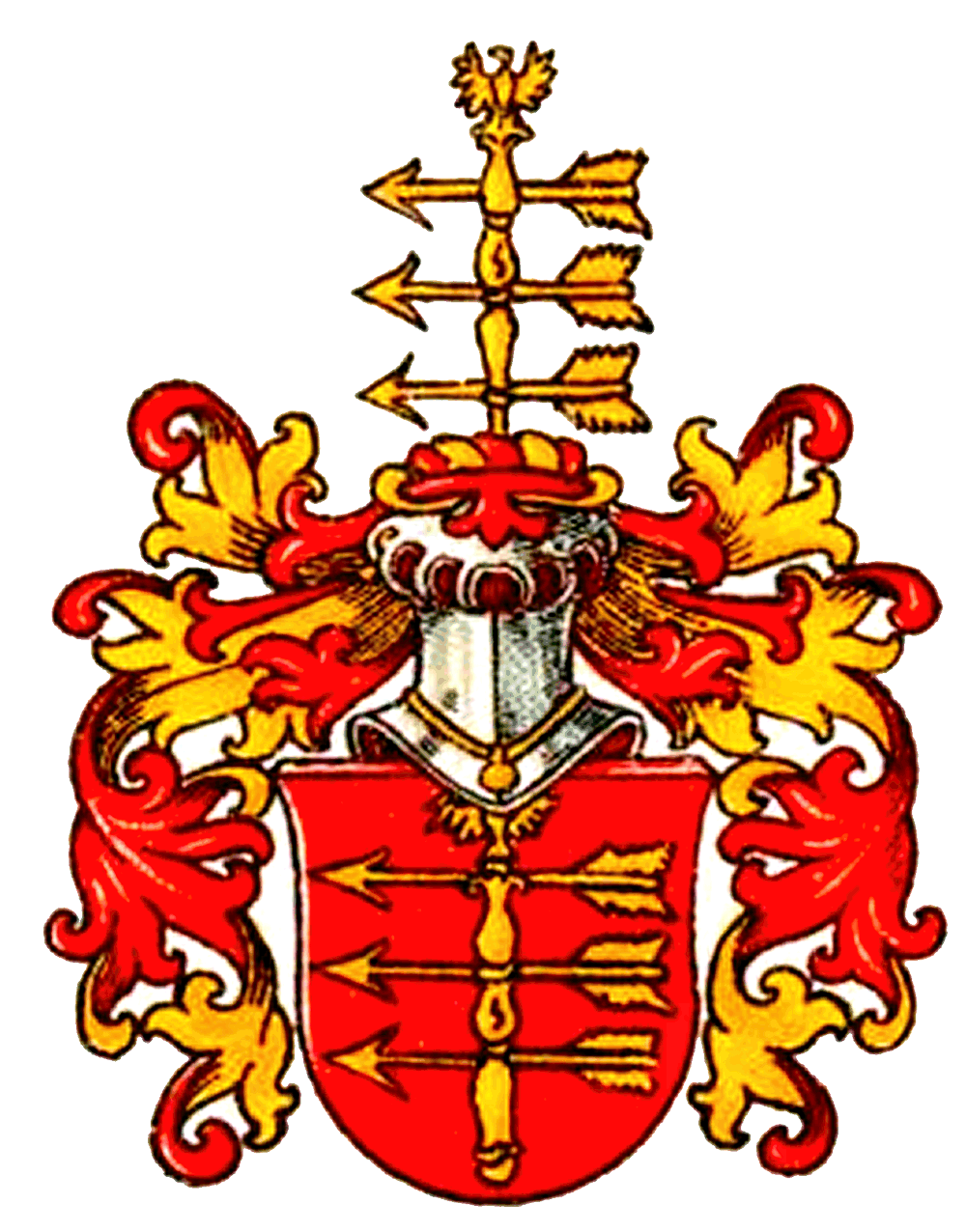
Wappen derer von Horcker

Horcker, historisch auch Horker oder Horcher, ist der Name eines märkischen, erloschenen Adelsgeschlechts.

## Geschichte
Das Geschlecht Horcker war dem neumärkischen Uradel angehörig und wurde seit dem 13. Jahrhundert urkundlich genannt. So trat Hans Horker am 5. April 1392 in Soldin urkundlich in Erscheinung. Im Kreis Soldin lagen auch die Stammgüter der Familie – Glasow und Adamsdorf. Mit letzteren wurden die Horcker am 14. Mai 1486 und noch einmal am 9. März 1499 von den brandenburgischen Kurfürsten belehnt. Ebenfalls am 9. März 1499 nahmen Kurfürst Joachim I. und Markgraf Albrecht in Soldin die Huldigung der Ritterschaft, darunter die Horcker, entgegen. Glasow war ebenfalls spätestens im 16. Jahrhundert bei der Familie. Jakob von Horcker auf Glasow hatte 1565 zwei Lehnpferde zu stellen und war 1557 einer von fünf Vertretern der Ritterschaft auf dem Neumärkischen Landtag. Tyde von Horker auf Chursdorf nahm während des Dreißigjährigen Krieges eine einflussreiche Stellung beim Kurfürsten ein. Späterhin dienten viele Angehörige in der kurfürstlichen bzw. preußischen Armee. So war Oberstleutnant Alexander von Horcker 1692 als Rittmeister und Führer der 3. Kompanie Offizier bei Derfflinger, Karl Reinhold von Horcker (1664–1727) war kurbrandenburgischer Generalmajor der Kavallerie, ein weiterer von Horcker war 1713 Fähnrich im Regiment „Kameke“ zu Fuß, ein anderer war 1716 Sekondeleutnant in der Garnison Salzwedel. Christian Georg Achatz von Horcker aus Glasow († nach 1788), war Freimaurer im Gold- und Rosenkreuzerorden und Leutnant im Infanterieregiment Nr. 24. Auch einige Töchter der Familie sind bekannt, so waren die Mütter des preußischen Generals Friedrich Wilhelm von Dossow bzw. des preußischen Diplomaten und Amtsmanns Christian Sigismund von Wreech (1630–1661) jeweils Angehörige der Familie von Horker. Generalmajor Adam Wilhelm von Sydow war ebenfalls mit einer von Horcker vermählt. Noch um die Mitte des 19. Jahrhunderts werden Angehörige in der Armee oder bei Eheschließungen mit anderen Familien genannt, dann versiegen die Nachrichten. Die letzte geborene Horcker verstarb unverheiratet im Alter von knapp 36 Jahren am 16. Januar 1904 in Stavenhagen. Im aktuellen Adelslexikon wird die Familie nicht mehr genannt.
Weiteren Gutsbesitz hatten die von Horcker in der Neumark zu Friedrichswerder (1804) und Wilkau (1804) im Kreis Schwiebus, zu Grahlow im Kreis Landsberg, zu Hanseberg (1643–1697) und Voigtsdorf im Kreis Königsberg sowie Mietzelfelde (1643) und Zollen (1790–1803) im Kreis Soldin. In Pommern waren Buslar (1784–1791) im Kreis Pyritz und Schurow (1808) im Kreis Stolp in Familienbesitz.

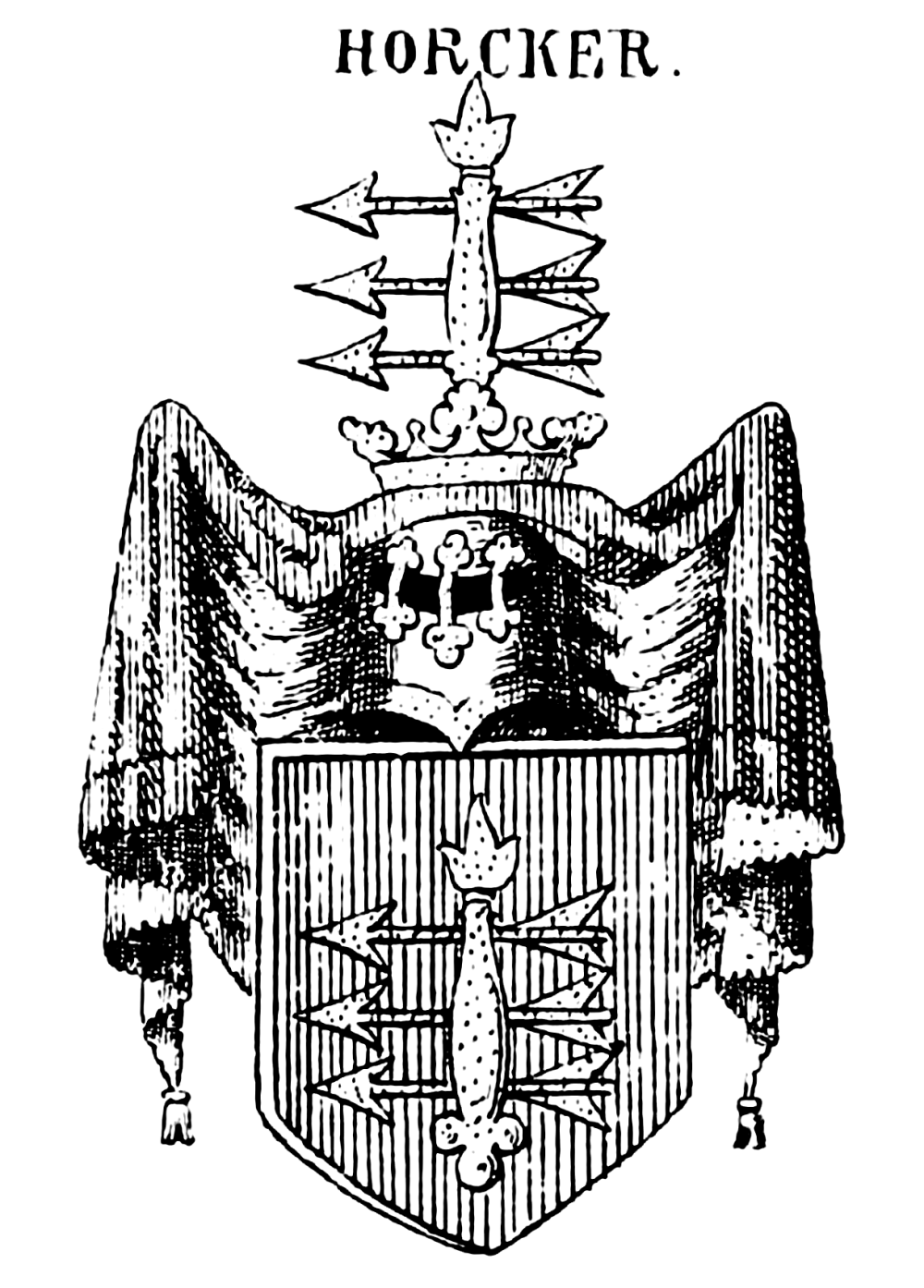
Wappen derer von Horcker

## Wappen
Das Stammwappen zeigt in Rot drei waagerecht übereinander, linksgekehrte goldene Pfeile, unter ein lotrechtes goldenes Zepter gelegt. Auf dem Helm mit rot-goldenen Decken die drei Pfeile hinter dem Zepter.

## Bekannte Familienmitglieder
- Karl Reinhold von Horcker (1664–1727), kurbrandenburgischer Generalmajor der Kavallerie
- Achaz von Horcker († nach 1804), Marschkommissar und Kreisdeputierter des Kreises Schwiebus